# Monumento ai caduti (Taranto)

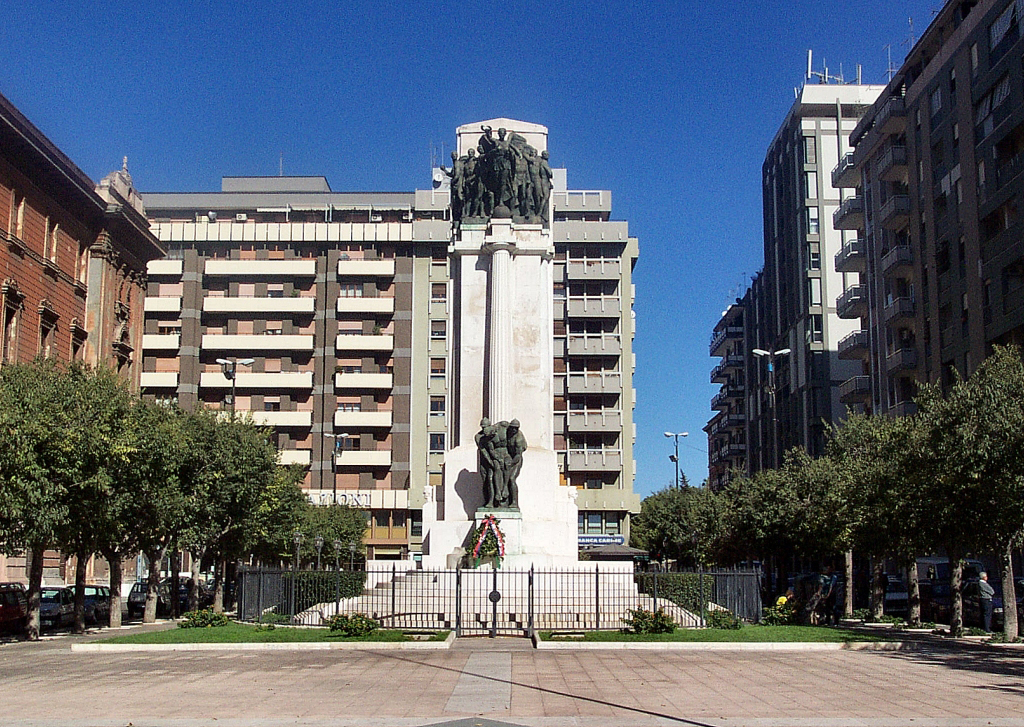
Monumento ai Caduti di Taranto
(Foto G. Ressa, Free Art Licence)

Il monumento ai Caduti di Taranto è il più grande monumento del Borgo Nuovo della città. Dedicato ai cittadini caduti durante la prima guerra mondiale, fu ideato, disegnato e realizzato in pietra calcarea di Trani e bronzo dallo scultore tarantino Francesco Paolo Como, risultato il vincitore dell'apposito concorso nazionale. Per la sua installazione fu scelto il sito di Piazza della Vittoria (già Piazza XX Settembre), ove ancora oggi si trova.

## Storia e descrizione
Sin dalla fine della Grande Guerra, la cittadinanza di Taranto invocava una commemorazione monumentale per i suoi caduti. Per risponere a tale esigenza sin dal 1919 veniva formato un Comitato addetto. In un primo momento, sembrava che si sarebbe affidata la commissione per un monumento all'architetto Cesare Bazzani, con un progetto che fu presto abbandonato. Nel 1923, dopo anni di incertezza, fu finalmente bandito il concorso nazionale. Nel periodo tra la proclamazione del progetto vincitore, opera dello scultore tarantino Francesco Como, e la data della sua inaugurazione avvenuta il 4 novembre 1930 alla presenza del re Vittorio Emanuele III, i lavori per la realizzazione dell'opera commemorativa furono ritardati da notevoli problemi economici.
Solo nel 1953 infatti il monumento fu completato con il gruppo statuario in bronzo denominato Aquilifero, dedicato alla Marina Militare italiana e composto da una trireme romana, sulla quale troneggia un soldato che trasporta le insegne della legione nell'atto di scagliare un'aquila in cielo. Il lato opposto presenta invece due soldati mentre trasportano un ferito. Quasi alla sommità del pilastro centrale trovano posto tra i soldati la dea Atena da un lato, e la dea della Vittoria dall'altro.
La struttura presenta sulla sua base l'iscrizione in latino: "EX ROSTRIS / AD GLORIAM / ITALICA VIRTUS" (dai rostri alla gloria il valore italico), mentre all'interno vi è una piccola cripta decorata a mosaici, chiusa da due porte in ferro battuto. La seconda iscrizione dice: "FORTI NELLA VITA / EROICI NELLA MORTE / NELLA STORIA ETERNI / TARANTO MADRE / IV NOVEMBRE MCMXXX / A IX".